# Saturnia edentata
Saturnia edentata är en fjärilsart som beskrevs av Schultz. 1909. Saturnia edentata ingår i släktet Saturnia och familjen påfågelsspinnare. Inga underarter finns listade.